# Hostomice (okres Teplice)
Hostomice (Duits: Hostomitz, soms ter onderscheiding van andere plaatsen met dezelfde naam Hostomice nad Bílinou genoemd) is een Tsjechische vlek (městys) in de regio Ústí nad Labem, en maakt deel uit van het district Teplice. Hostomice telt 1185 inwoners (2023).

## Geschiedenis
- 1397 – De eerste schriftelijke vermelding van Hostomice.
- 2006 – De gemeente Hostomice krijgt (opnieuw) de status vlek.[1]